# 韓嵩
韓嵩（？—？），字德高，荊州義陽郡（今河南省桐柏縣）人，東漢末年政治人物。他在侍奉荊州牧劉表時，曾任別駕、從事中郎。後被劉表疑懷存有貳心，故曾被收監囚禁。劉琮歸降曹操後，被拜為九卿之一的大鴻臚。

## 生平

### 好學守節
韓嵩年少時好學不倦，即使生活貧困也不改其操守德行。韓嵩既有先見之明，知道天下將會陷入昏亂，故此他就不應三公的辟命，而與同好幾人一起隱居於酈西山中。

### 屢次正諫
黄巾之亂爆發時（公元184年），韓嵩則避難至南方。初平元年（公元190年），劉表代王睿為荊州刺史，就逼韓嵩為其別駕，後來再轉任從事中郎。
在初平二年（公元192年）期間，劉表殺死了其勢力的最大威脅者──長沙太守孫堅；翌年又獲朝廷冊封為荊州牧；然後他又成功以斷糧之法迫走袁術。自此，劉表在荊州的統治權更為鞏固，於是他野心漸起，就仿傚歷代帝王郊祀天地。韓嵩義正詞嚴諫之不可，但劉表不聽之餘，在日後行事更漸見違忤朝廷之舉。
建安五年（公元200年），河北雄主袁紹南征曹操，雙方先後決戰於白馬和官渡。此時，袁紹遣人求助於劉表，劉表向來使表示同意，卻又不肯派遣軍隊助戰；另一方面，他亦不肯協援曹操，而只希望偏安漢南，以觀時變。
時任從事中郎的韓嵩認為此做法不妥當，於是與同別駕劉先就向劉表勸说：「今豪桀並爭，兩雄相持，天下之重在於將軍。若欲有為，起乘其敝可也；如其不然，固將擇所宜從。豈可擁甲十萬，坐觀成敗？求援而不能助，見賢而不肯歸！此兩怨必集于將軍，恐不得中立矣。曹操善用兵，且賢俊多歸之，其勢必舉袁紹，然後移兵以向江漢，恐將軍不能禦也。今之勝計，莫若舉荊州以附曹操，操必重德將軍，長享福祚，垂之後嗣，此萬全之策也。」（如今豪杰並爭，兩個雄主相持於官渡，所以決定天下之局勢的重任就在於將軍了。若果將軍是希望有所作為的話，就應該乘此機會而起事；但若不然，就應該選擇可以跟從的雄主了。現在將軍您又怎能擁兵十萬，而坐觀成敗？袁紹前來求援，您又不派兵協助；曹操賢明，您又不願歸隨。這兩大勢力不管誰勝誰負，將來都會因怨恨而對付將軍你的，屆時我們恐怕不能再保持中立了。我等認為曹操善於用兵，而且又多賢臣俊士歸附，他必定能夠一舉殲滅袁紹，然後就會把兵鋒指向我們，恐怕將軍到時候也不能夠與其抗衡吧。如今必勝之計，莫過於舉荊州之眾而歸附曹操，而曹操必定會看重將軍的恩德，您就能長享福祚，子孫晏然，這才是真正的萬全之策啊！）

### 出使之禍
除了韓嵩和劉先外，劉表的重要谋士蒯越亦同樣勸他應該表態。但劉表依然狐疑不決，於是就萌生了派韓嵩出使朝廷的念頭，並對韓嵩說：「今天下大亂，未知所定，曹公擁天子都許，君為我觀其釁。」（如今天下大亂，大勢未知所定，而曹公奉天子於許都，希望閣下能夠替我觀其虛實。）
韓嵩認為劉表在沒有主意的情況下派其出使，必會得不到喜見的答案，於是就警告劉表說：「聖達節，次守節。嵩，守節者也。夫事君為君，君臣名定，以死守之；今策名委質，唯將軍所命，雖赴湯蹈火，死無辭也。以嵩觀之，曹公至明，必濟天下。將軍能上順天子，下歸曹公，必享百世之利，楚國實受其祐，使嵩可也；設計未定，嵩使京師，天子假嵩一官，則天子之臣，而將軍之故吏耳。在君為君，則嵩守天子之命，義不得復為將軍死也。唯將軍重思，無負嵩。」　(至聖者可以通逹於普世的價值、忠節，次一等者則只能緊守現存公認的氣節。而我韓嵩，僅僅是守節者而已。既侍奉您為主君，主從之間的關係明確，我將以死守節；現在奉命前往朝廷仕宦獻身，是因為將軍您的命令，我即使赴湯蹈火，也是萬死不辭。就屬下觀察，曹公非常賢明，必能匡濟天下，如果將軍能夠臣服天子，投靠曹公的話，就能享百世安康之福，荊楚之地亦能受到保護，那麼派遣我為使者是可行的；如果您舉棋不定，卻仍命我出使京師的話，一旦天子封我為官，我便會成為天子的屬臣，也就是將軍的舊屬而已。誰為主君就為誰效力，到時我只能遵從天子的命令，在道義上就不能再為將軍盡忠效命了。唯望將軍慎重三思，不要辜負韓嵩誠心建言。)
劉表以為韓嵩只因怯懼而推搪，便強行命他出使。韓嵩到了許都後，果如所料，被天子拜為侍中，遷零陵太守。韓嵩回到荊州後，就大為稱頌朝廷和曹操的威德，又勸劉表派遣質子入朝侍奉。劉表認為韓嵩懷有貳心，於是大會群臣數百人，陳兵而責見他。其時劉表盛怒，手持符節想要下令殺他，還屢說：「嵩敢懷貳邪！」（韓嵩你竟敢懷二心！）在場的眾人大為驚慌，想叫韓嵩謝罪，但韓嵩卻不為所動，只向劉表說道：「將軍負嵩，嵩不負將軍。」（是將軍您有負於我，而不是我有負於您。）並且再陳述臨行之言。劉表依然怒不可遏，其妻蔡氏素來知道韓嵩賢良，於是進諫說：「韓嵩，楚國之望也；且其言直，誅之無辭。」（韓嵩名重荊楚，而且他言行率直無假，是誅之無名的。）劉表又拷問韓嵩隨行的手下，得知韓嵩並無他意，方才作罷斬殺他的念頭，但仍然將其囚禁。

### 隨降易主
建安十三年（公元208年），劉表病逝，其次子劉琮繼位。當時曹操南征荊州的部隊已經出發，劉琮聽從謀士蒯越與傅巽的建議，歸降曹操。根據《後漢書‧劉表傳》曹操在平定荊州後，就把韓嵩從囚牢中釋放出來。曹操又因為韓嵩名望崇高，於是加以禮待，並且使其條品荊州人士的優劣，並依其言一一擢升重用。同時，曹操又任命韓嵩為大鴻臚，更向他待以交友之禮，對他甚為器重。
《三國志‧劉表傳》則沒有記載曹操釋放韓嵩的事，反而明確地指出韓嵩曾偕同蒯越及傅巽一同勸劉琮歸降曹操。後來曹操的主力到達江陵，就大肆封賞劉表的故吏十五人，而韓嵩亦在此名單之中。然而，韓嵩當時身體抱恙，故此就在家中拜受大鴻臚的印綬。後事不詳。

## 評價
《先賢行狀》：（嵩）少好學，貧不改操。
《三國志》蔡夫人：韓嵩，楚國之望也；且其言直，誅之無辭。